# Matt Anger
Matt Anger (Clyde Hill, 20 giugno 1963) è un ex tennista statunitense.

## Carriera
In carriera ha vinto 1 titolo in singolare, il South African Open nel 1985, e 2 titoli di doppio, il Japan Open Tennis Championships nel 1986, in coppia con Ken Flach, e il Queensland Open nel 1987, in coppia con Kelly Evernden.

## Statistiche

### Singolare

#### Vittorie (1)
| Numero | Anno | Torneo                           | Superficie | Avversario in finale | Punteggio          |
| 1.     | 1985 | South African Open, Johannesburg | Cemento    | Brad Gilbert         | 6–4, 3–6, 6–3, 6–2 |

### Doppio

#### Vittorie (2)
| Numero | Anno | Torneo                                 | Superficie | Compagno       | Avversari in finale        | Punteggio |
| 1.     | 1986 | Japan Open Tennis Championships, Tokyo | Cemento    | Ken Flach      | Jimmy Arias Greg Holmes    | 6-2, 6-3  |
| 2.     | 1987 | Brisbane International, Brisbane       | Cemento    | Kelly Evernden | Broderick Dyke Wally Masur | 7-6, 6-2  |